# Киллестер (станция)
Киллестер — железнодорожная станция, открытая 1 июня 1923 года и обеспечивающая транспортной связью одноимённый район Дублина, Республика Ирландия.

## История
Первая станция в Киллестер была открыта 1 октября 1845 года, но спустя два года, 1 ноября 1847 года её закрыли. Новая, действующая, станция была открыта примерно на 200 метров дальше к северу от того места, где располагалась предыдущая.